# Textilní barviva

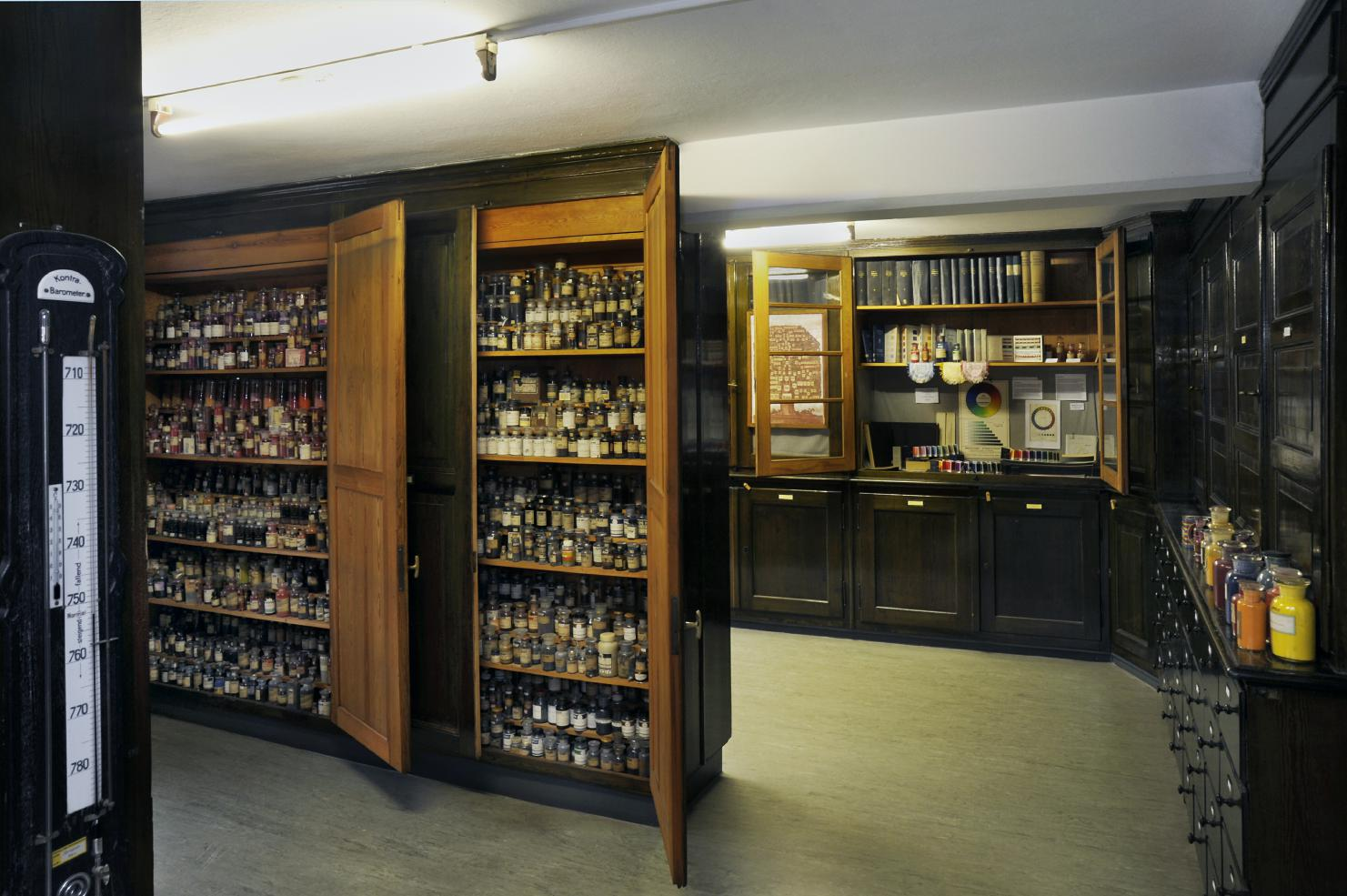
Historická sbírka 12 000 barviv Technické univerzity v Drážďanech

Textilní barviva jsou chemické sloučeniny k barvení a potiskování textilií.
Původní přírodní látky byly postupně nahrazeny syntetickými organickými výrobky, takže v 21. století jsou k použití v průmyslové výrobě známá jen umělá barviva.

## Druhy barviv
Sortiment barviv obsahuje více než deset tisíc výrobků. Každé textilní barvivo má zvláštní obchodní název a je zařazeno do CI (Colour Index), podle kterého zkušený odborník rozpozná chemickou strukturu a barvířské vlastnosti výrobku.

### Chemická struktura
Podle chemické struktury se barviva dají rozdělit na
- anthrachinonová
- azová
- dioxazotační
- indigosolová
- nitro- a nitrosová
- ftalocyaninová
- sirná
- trifenylmethanová

### Základní skupiny podle barvířských vlastností
- Kyselá b. tvoří s aminovými skupinami proteinových vláken (s přídavkem kyselin) soli, které se přímo nanášejí na vlákna. Používají se proto převážně k barvení vlny a hedvábí, výjimečně také k potiskování textilií z regenerované celulózy.
- Kyselá mořidlová b. se vyvíjejí mořením na vlákně. Např. vlna se nejdříve moří kovovými solemi a pak teprve barví.
Zjednodušený proces je zpracování tzv. kovokomplexními barvivy používaný pro textilie z polyamidových vláken.
- Kationická b. barví z neutrální nebo slabě kyselé lázně. Používají se především pro textilie z polyakrylonitrilu.
- Přímá neboli substantivní b. jsou většinou soli sulfokyselin azobarviv. Používají se pro celulózu, polyamid i pro vlákna živočišného původu.
- Reaktivní b. obsahují komponenty, které tvoří s reakčně dispozičními skupinami v textilních vláknech kovalentní vazby a tak se získává vysoká stálost vybarvení.
- Sirná b. byla původně ve vodě nerozpustná, později byla vyvinuta i rozpustná sirná barviva. U textilií z rostlinných vláken zaručují výrazné, stálé vybarvení.
- Kypová b. jsou v podstatě deriváty anthrachinonu a indiga. Na nerozpustnou látku se musí před barvením působit reaktivními prostředky, aby se s ní nechala napouštět textilní vlákna. Po barvení se zboží oxiduje, barva je pak znovu nerozpustná a má vysokou stálost.
Zvláštní skupina kypových barev jsou ve vodě rozpustné tzv. indigosoly. Používají se na barvení celulózových, živočišných i polyesterových vláken.
- Disperzní b. jsou látky bez iontových skupin v molekule. Rozpouštějí se snadno na vláknech z acetátového hedvábí a ze syntetických polymerů.
- Barviva vyvíjená na vlákně jsou látky, jejichž syntéza se dokončuje až ve styku s textilním vláknem. Patří k nim
  - nerozpustná b. azová
  - oxidační b.
  - ftalogenová b.
- Pigmenty jsou nerozpustné látky z velmi jemného prášku. S textilními vlákny se spojují s pomocí umělých pryskyřic. Používají se k barvení syntetických a regenerovaných vláken. Více než polovina potiskovaných textilií se zpracovává speciálně upravenými pigmenty.
- Optické zjasňovací prostředky jsou fluorescenční barviva s vysokou absorpcí ultrafialového záření, které se v nich mění v bílé světlo, takže obarvená textilie působí jako bělená.
- Speciální barviva pro směsové textilie jsou chemikálie pro stejnoměrné („uni“) vybarvení textilií ze dvou nebo více vlákenných komponent různé provenience (PES/WO, PES/CO a mnoho jiných).[2]

## Spotřeba a použití barviv
(Stav koncem 20. století z celosvětového hrubého odhadu 400 000 tun ročně) 
| Barviva                     | Podíl v % | Hlavní druhy barvených materiálů                  |
| --------------------------- | --------- | ------------------------------------------------- |
| disperzní                   | 21        | polyamid, polyester, acetát                       |
| reaktivní                   | 19        | bavlna, lýková vlákna, živočišná vlákna           |
| anionická (kyselá)          | 13        | vlna, hedvábí, modifik. polyamid                  |
| přímá                       | 12        | viskóza                                           |
| sirná                       | 12        | bavlna, lýková vlákna                             |
| kationická (bázická)        | 8         | vlna, hedvábí, modifik. polyamid                  |
| kypová                      | 6         | bavlna, lýková vlákna, živočišná vlákna, polyamid |
| metalokomplexní a mořidlová | 5         | vlna, polyamid                                    |
| indigo                      | 3         | bavlna, lýková vlákna                             |
| nitro                       | 1         | vlna, acetát, polyester                           |

V roce 2017 se odhadoval roční objem celosvětového obchodu s textilními barvivy na 5 miliard USD.